# Rakouská vlajka

Rakouská národní vlajka
Poměr stran: 2:3

Rakouská státní vlajka
Poměr stran: 2:3

Vlajka Rakouska je tvořena listem o poměru stran 2:3, se třemi vodorovnými pruhy: červeným, bílým a červeným. Její vzor a barvy odpovídají historickému štítu ze státního znaku.
Vlajka patří k nejstarším na světě. Podle legendy, která vznikla ve středověku, bojoval babenberský vévoda Leopold V. v křižáckém tažení roku 1191 v Akkonu za Svatou zemi tak udatně, že po boji bylo jeho bílé bojové oblečení úplně od krve. Když si však sundal pásek, oděv pod ním nebyl krví dotknutý. Jedinečný pohled, který se mu naskytl, přijal za svoji symboliku, jak barvy, tak i rozložení.
V roce 1786 se stala červeno-bílo-červená vlajka rakouskou vojenskou, státní a do roku 1869 obchodní vlajkou (byla ještě doplněná štítem s korunou), v Rakousko-Uherské monarchii byla rakouskou národní vlajkou. Od roku 1918 je rakouskou národní vlajkou; pokud je doplněná státním znakem v bílém pruhu, jde o vlajku státní.
Motiv tří vodorovných červenobílých pruhů se objevuje i na vlajkách Lotyšska, Libanonu, Francouzské Polynésie či amerického státu Georgie.

Rozměry rakouské vlajky

## Vlajky spolkových zemí
| Vlajka bez znaku | Vlajka se znakem | Spolková země                  |
| ---------------- | ---------------- | ------------------------------ |
|                  |                  | Vídeň Poměr stran: 2:3         |
|                  |                  | Burgenland Poměr stran: 2:3    |
|                  |                  | Dolní Rakousy Poměr stran: 2:3 |
|                  |                  | Horní Rakousy Poměr stran: 2:3 |
|                  |                  | Korutany Poměr stran: 2:3      |
|                  |                  | Salcbursko Poměr stran: 2:3    |
|                  |                  | Štýrsko Poměr stran: 2:3       |
|                  |                  | Tyrolsko Poměr stran: 2:3      |
|                  |                  | Vorarlbersko Poměr stran: 2:3  |